# Viña Emiliana
Viña Emiliana es una viña y bodega, fundada en 1986, en Casablanca, región de Valparaíso, Chile. Contaba en 2015 con más de 800 hectáreas orgánicas de vid, distribuidas entre los valles de Casablanca, Maipo, Cachapoal, Colchagua, Biobío y Limarí, así como una exportación anual de 700.000 cajones de vino (6,3 millones de litros por año) en 2016, que comercializaba en 60 países, siendo sus principales destinos: Estados Unidos, Países Bajos, Dinamarca, China y Canadá. Destaca, desde 1998, por ser una viña ecológica y sustentable, a través del método biodinámico y la agricultura orgánica, siendo reconocida por la Asociación Vinos de Chile como pionera del país en este tipo de enfoque práctico, valiéndole el reconocimiento como viña chilena del año en 2015. Por su escala, es una de las tres viñas orgánicas más grandes del mundo.

## Premios y reconocimientos
Nacionales:
- Viña del año, en 2015, otorgado por la Asociación Vinos de Chile.[3]

Internacionales:
- Entre las 50 mejores bodegas en 2011 y 2012, según la Asociación Mundial de Periodistas y Escritores de Vinos y Licores.[6][7]